# محله فهادان
فهادان (جنگل) یکی از قدیمی‌ترین و اصیل‌ترین محلات شهر یزد به حساب می‌آید. این محله در گذشته جزو محلات اعیان‌نشین یزد بوده، کوی فهادان به همراه محلهٔ چهار منار از مهم‌ترین محلات بافت تاریخی و قدیم یزداست.

## وضعیت جغرافیایی
این محله از غرب به محلهٔ کوشکنو و از شرق به خیابان امام خمینی و محلهٔ مالمیر و همچنین از شمال به محلهٔ زنگیان و از جنوب به محلهٔ بازار نو و از جنوب غرب به محلهٔ شاه ابوالقاسم می‌رسد.

## محلهٔ فهادان
بر اساس منابع تاریخی فهادان هم به صورت محلهٔ فهادان و هم به صورت کوچهٔ فهادان آورده شده‌است اما امروزه بیشتر به نام جنگل شهرت دارد. این کلمه در لغت به معنای فرد سرشناس یا دانا می‌باشد و ریشه در کلمهٔ فهد دارد. بنابر با اسناد تاریخی، چون سلطان قطب الدین بن عزرالدین لنگر علاقهٔ شدیدی به نگهداری یوز داشته در گذشته در محل مذکور زندگی و از یوزهای خود نگهداری می‌کرده‌است؛ این محله به یوزداران هم معروف است. در منبع دیگری هم نام این محله به نام‌های محلهٔ فهادان و محلهٔ یوزداران آورده شده‌است.

## موقعیت
بر اساس منابع تاریخی چهار نفر از رئیسان نظامیان علاء الدوله کالنجار(۴۳۲ه‍.ق) حصاری در اطراف آن محل ایجاد کردند، که شامل برج و بارو می‌باشد. (عهد کالویه-۴۳۲ه‍.ق). محلهٔ فهادان از نظر موقعیت در داخل این حصار قرار دارد.

## مدرسهٔ ضیائیه زندان اسکندر
این بنا در کوچهٔ فهادان قرار دارد و سازنده آن خواجه ضیائ الدین محمد بوده‌است.

## بقعهٔ دوازده امام
این بنا به عنوان یکی از قدیمی‌ترین اثر معماری تاریخ دار یاد شده‌است.

## بقعهٔ شیخ احمد فهادان
شیخ احمد اسفنجردی (شیخ احمد فهادان) به همراه برادرش به دلیل ظلم و ناروایی به محلهٔ فهادان آمده و به شغل شعر بافی و آهار پارچه به صورت دستی مشغول می‌شوند. به دلیل احترام مردم نسبت به آن‌ها، محل دفنشان در زیر بنای گنبد مانند به بقعهٔ شیخ احمد فهادان مشهور می‌شود.

## اهمیت بنا
در زمان قاجاریه ساخت خانه‌های بزرگ و اعیان‌نشین مانند:ملک‌زاده، محمودی، عرب زاده، نواب وکیل و خانهٔ لاریها؛ نشان از محلهٔ اشراف‌نشین می‌دهد. همچنین بناهای تاریخی ارزشمندی که مربوط به دورانهای مختلفی است، در محلهٔ فهادان قرار دارند. مانند:آب‌انبار، مسجد، حسینیه، بازارچه و کارگاه ها؛ که نشان دهندهٔ تجمع مردم و اهمیت مکان و رونق در آن محله می‌باشد. همچنین مسیر عبور یوزداران از یک طرف به سمت دروازهٔ مالمیر (قرن۷)و از یک طرف به سمت دروازهٔ کشکنو (قرن۵)بسیار مهم است زیرا این دو دروازه دروازه‌های اصلی شهر بودند.

## بناهای تاریخی محلهٔ فهادان
- مسجد صاحب الزمان
- مسجد سقا
- مسجد ملا زینل
- مسجد ضیائیه (زندان اسکندر)
- مسجد چهل محراب
- مسجد فهادان
- مسجد حاجی آخوند عرب عجم
- مسجد زین الدین آقا
- خانهٔ لاریها
- خانهٔ عرب زاده
- خانهٔ میر زاده
- خانهٔ راس الحسینی
- مجموعه خانهٔ حسینیان
- خانهٔ کاشفی
- خانهٔ محمودی
- خانهٔ ملک‌زاده
- خانهٔ محمد حسین فرجامی
- خانهٔ نواب الوکیل
- خانهٔ تهرانی خانهٔ عرب زاده
- بقعهٔ شیخ احمد فهادان
- بقعهٔ دوازده امام
- حمام ابوالمعانی
- حسینیه فهادان
- امام زاده سید تاج الدین (سید پنهان)
- خانه تاریخی رفیعیان(کتابخانه گردشگر)جنب بوستان شاه ابوالقاسم